# Lauren Swickard
Pour les articles homonymes, voir Swickard.
Lauren Swickard, également connue sous le nom de Lorynn York, née le 25 mai 1993 à Cincinnati dans l'Ohio, est une actrice, productrice et scénariste américaine.
Elle est surtout connu pour avoir incarné Callie Bernet dans les films Netflix, Un Noël en Californie (2020) et Un Noël en Californie: Les lumières de la ville (2021).

## Biographie
Lauren Swickard est née à Cincinnati dans l'Ohio. Sa mère, Linda Berry York, est femme au foyer et son père, Michael York, est enseignant. Elle a une sœur cadette appelée Sarah York. À un plus jeune âge, elle a dansé professionnellement à New York avec la School of American Ballet, l'une des écoles de ballet les plus prestigieuses du monde. À la suite d'une blessure, elle a commencé à prendre des cours de théâtre,.

### Carrière
Elle a commencé sa carrière d'actrice avec le pilote de télévision dramatique de J. J. Abrams, « Shelter ». Elle est apparue plus tard dans « Dear White People » de Netflix, dans « Airplane Mode ».
En 2017, elle décroche un rôle dans le film Roped réalisé par Shaun Paul Piccinino aux côtés de Casper Van Dien, Josh Swickard, Christina Moore et John Schneider. Le film est sorti en 2020 sur Netflix.
En 2020, elle joue dans les téléfilms Her Deadly Sugar Daddy de Brooke Nevin diffusé sur Lifetime le 20 septembre,, elle joue également dans le téléfilm Twisted Twin de Jeff Hare diffusé sur Lifetime le 16 mai.
En 2020, avec son mari Josh Swickard, ils sont à la tête d'affiche de la comédie romantique Netflix, Un Noël en Californie. Peu de temps après la sortie du premier film, Netflix a annoncé le développement d'un deuxième volet, Un Noël en Californie: Les lumières de la ville sortie en décembre 2021. Les films sont réalisés par Shaun Paul Piccinino, Lauren est la scénariste, elle est également l'une des productrice du film avec son mari.

### Vie privée
Le 25 décembre 2018, Lauren a annoncé ses fiançailles avec son petit ami, l'acteur et mannequin Josh Swickard rencontré lors d'un précédent tournage, leur tout premier ensemble, sur le film Roped en 2017. Le couple s'est marié le 6 juillet 2019. En avril 2021, le couple a accueilli leur premier enfant ensemble, une fille, prénommée Savannah Kaye Swickard,.

## Filmographie

### Actrice

#### Cinéma
- 2016 : 2 Lava 2 Lantula ! : Daniella
- 2016 : Alibi de Cameron Burnett : Julia (Court métrage)
- 2018 : @asst de Richard Keith Quintero et Craig Robert Young : Becca (Court métrage)

#### Télévision

##### Téléfilms
- 2016 : Vol 192 (Turbulence) de Nadeem Soumah : Lacey
- 2017 : Vidéos sexy, lycéennes en danger (Web Cam Girls) de Doug Campbell : Carolyn
- 2018 : Dangereuse attirance (The Boarder) de Rob Schmidt : Kristen
- 2019 : Flashout de Richard Lerner : Desa
- 2019 : Submission de J.M. Berrios : Summer
- 2019 : Y-a-t-il un youtuber dans l'avion ? (Airplane Mode) de David Dinetz et Dylan Trussell : Ariel
- 2020 : Her Deadly Sugar Daddy de Brooke Nevin : Bridget
- 2020 : Twisted Twin de Jeff Hare : Tess Houston
- 2020 : Roped de Shaun Paul Piccinino : Tracy Peterson (Netflix)
- 2020 : Un Noël en Californie de Shaun Paul Piccinino : Callie Bernet (scénariste, productrice) (Netflix)
- 2021 : Un Noël en Californie: Les lumières de la ville de Shaun Paul Piccinino : Callie Bernet (scénariste, productrice) (Netflix)

##### Séries télévisées
- 2016 : Roommates : Lorynn (saison 2, épisodes 8, 9, 12 et 13)
- 2017 : Dear White People de Justin Simien : Danielle (saison 1, épisodes 1 et 4)
- 2017 : Sweet the Show de Jon Harrison Taylor (pilote)
- 2018 : Posse de Shae-Lee Shackleford : Eva (pilote)
- 2018 : The Pact (pilote)

### Productrice
- 2020 : Un Noël en Californie de Shaun Paul Piccinino (Netflix)
- 2021 : Un Noël en Californie: Les lumières de la ville de Shaun Paul Piccinino (Netflix)
- 2022 : Casa Grande de Gabriela Tagliavini
- 2022 : A Brother Story de Hunter Sansone (Court métrage)

### Scénariste
- 2020 : Un Noël en Californie de Shaun Paul Piccinino (Netflix)
- 2021 : Un Noël en Californie: Les lumières de la ville de Shaun Paul Piccinino (Netflix)
- 2022 : Casa Grande de Gabriela Tagliavini